# Vale do Silício
O Vale do Silício (em inglês:  Silicon Valley), na Califórnia, Estados Unidos, é um apelido da região da baía de São Francisco onde estão situadas várias empresas de alta tecnologia, destacando-se na produção de circuitos eletrônicos, na eletrônica e informática. O vale abrange várias cidades do estado da Califórnia, como Palo Alto, São Francisco e Santa Clara, estendendo-se até os subúrbios de São José.
A palavra "silício" vem das empresas de pesquisa e manufatura de circuitos integrados de silício, como a Fairchild Semiconductor e a Intel, mas hoje a região é sede para várias empresas de alta tecnologia, muitas incluídas no na Lista 500 da Fortune, além de empresas Startup.
Fora dos Estados Unidos, destaca-se em Israel o Silicon Wadi, a segunda maior aglomeração de indústrias de tecnologia de ponta, atrás apenas do Vale do Silício da Califórnia.

## História
Desde o início do século XX, o Vale do Silício tem sido o lar de empresas de alta tecnologia. Esta indústria começou através da experimentação e inovação nas áreas de rádio, televisão e produtos eletrônicos militares. Stanford University, suas afiliadas, e os graduados têm desempenhado um papel importante no desenvolvimento desta área. Alguns exemplos incluem o trabalho de Lee De Forest com a sua invenção de um tubo a vácuo pioneiro chamado Audion e os osciloscópios da Hewlett-Packard.
O termo “Vale do Silício” foi utilizado pela primeira vez pelo jornalista Don Hoefler, em 1971, em uma série de artigos denominado “Silicon Valley U.S.A” escrito para o Electronic News. Esse termo referia-se a uma certa região localizada na baía de São Francisco, que naquela época já era o lar de nomes promissores na indústria como a AMD e a INTEL, que utilizam o silício como principal elemento na composição dos chips fabricados.
Um forte sentimento de solidariedade regional acompanhou a ascensão do Vale do Silício. Desde a década de 1890, os líderes da Universidade de Stanford viram a sua missão como serviço para o Oeste e desenharam a faculdade com esse objetivo. Ao mesmo tempo, eles perceberam a exploração do oeste nas mãos dos interesses orientais, como tentativa de tornar auto-suficiente a indústria indígena local. Assim, o regionalismo ajudou a alinhar os interesses de Stanford com os da área de empresas de alta tecnologia para os primeiros cinquenta anos de desenvolvimento do Vale do Silício.
Durante os anos 1940 e 1950, Frederick Terman, engenheiro e reitor da Universidade de Stanford, incentivou professores e graduados a começar suas próprias empresas. Ele incentivou Hewlett-Packard, Varian Associates, e outras empresas de alta tecnologia, até que o Vale do Silício cresceu em torno do campus de Stanford. Terman é muitas vezes chamado de "pai do Vale do Silício".
Durante 1955-85, a pesquisa da tecnologia do estado sólido foi desenvolvida na Universidade de Stanford, resultou em três ondas de inovação industrial possível graças ao apoio de empresas privadas, principalmente Bell Telephone Laboratories, Shockley Semiconductor, Fairchild Semiconductor, e Xerox PARC. Em 1969, o Stanford Research Institute (agora SRI Internacional), operou um dos quatro nós originais que compunham a ARPANET, o antecessor da Internet.

### Raízes sociais da revolução da tecnologia da informação
Foi no Vale de Silício que o circuito integrado baseado em silício, o microprocessador, o microcomputador, entre outras tecnologias chave, foram desenvolvidas. A região emprega cerca de um quarto de milhão de trabalhadores de tecnologia da informação. O Vale do Silício foi criado como um meio de inovações pela convergência de novos conhecimentos tecnológicos; um grande grupo de engenheiros qualificados e cientistas das principais universidades na área, o financiamento generoso de um mercado assegurado com o Departamento de Defesa, o desenvolvimento de uma eficiente rede de empresas de capital de risco, e, na fase inicial, a liderança institucional da Universidade de Stanford.

### Raízes na tecnologia de rádio e militares
A área da baía de São Francisco havia sido um importante local de pesquisa da Marinha dos Estados Unidos e da tecnologia. Em 1909, Charles Herrold iniciou a primeira estação de rádio nos Estados Unidos, com programação agendada regularmente em San Jose. Mais tarde naquele ano, a Universidade de Stanford graduação Cyril Elwell comprou as patentes nos EUA para Poulsen tecnologia de transmissão de rádio arco e fundou a Federal Telegraph Corporation (FTC), em Palo Alto. Durante a próxima década, a FTC criou o primeiro sistema mundial de comunicação de rádio, e assinou um contrato com a Marinha em 1912.
Em 1933, Base Aérea de Sunnyvale, Califórnia, foi encomendada pelo Governo dos Estados Unidos para uso como uma Estação Aérea Naval (em inglês:  Naval Air Station - NAS) para abrigar a aeronave USS Macon no Hangar One. A estação foi renomeada NAS Moffett Field e, entre 1933 e 1947, dirigíveis da Marinha dos Estados Unidos estiveram baseados lá. Uma série de empresas de tecnologia haviam se estabelecido na área em torno de Moffett Field para servir a Marinha. Quando a Marinha entregou suas ambições de dirigíveis e passou a maioria de suas operações na Costa Oeste para San Diego, a National Advisory Committee for Aeronautics (NACA), antecessora da NASA) assumiu porções de Moffett Field para pesquisa aeronáutica. Muitas das empresas originais permaneceram, enquanto as novas se mudaram. A área logo foi tomada por empresas aeroespaciais, como a Lockheed.

### Parque Industrial de Stanford
Após a Segunda Guerra Mundial, as universidades estavam experimentando enorme demanda devido aos alunos que retornam. Para atender as demandas financeiras dos requisitos de Stanford, crescimento e oferecer oportunidades locais de emprego para alunos de graduação, Frederick Terman propôs o arrendamento de terras de Stanford para o uso como um parque de escritórios, com o nome do Parque Industrial de Stanford (mais tarde Stanford Research Park). Locações foram limitados a empresas de alta tecnologia. Seu primeiro inquilino foi Varian Associates, fundada por ex-alunos de Stanford em 1930 para construir componentes de radar militares. No entanto, Terman também descobriu capital de risco para a tecnologia civil start-ups. Uma das grandes histórias de sucesso foi a Hewlett-Packard. Fundada no fundo de uma garagem, a Packard Stanford foi criada pelos recém-diplomados por William Hewlett e David Packard, Hewlett-Packard mudou seus escritórios para a Pesquisa Stanford Park ligeiramente depois de 1953. Em 1954, Stanford criou o Programa de Honra Cooperativa para permitir que empregados a tempo inteiro das empresas para obter um diploma de pós-graduação da Universidade em regime de meio tempo. As empresas iniciais de cinco anos assinado acordos em que eles pagariam propinas a dupla para cada aluno, a fim de cobrir os custos. Hewlett-Packard se tornou a maior fabricante de computadores pessoais no mundo, e transformou o mercado de impressão doméstica quando lançou a impressora jato de tinta primeiro em 1984. Além disso, o arrendamento da Eastman Kodak e da General Electric fez do Parque Industrial de Stanford um centro de tecnologia em meados dos anos 1990.

### O transistor de silício e o nascimento do Vale do Silício
Em 1953, William Shockley deixou o Bell Labs em um desacordo sobre a manipulação da invenção do transistor. Depois de voltar para a Califórnia Institute of Technology por um tempo curto, Shockley se mudou para Mountain View (Califórnia), em 1956, e fundou Shockley Semiconductor Laboratory. Ao contrário de muitos outros investigadores que usaram germânio como o material semicondutor, Shockley acreditava que o silício era o melhor material para fazer transistores. Shockley destinado a substituir o transistor atual com um novo design de três elementos (hoje conhecido como o diodo Shockley), mas o projeto era muito mais difícil construir do que o transistor "simples". Em 1957, Shockley decidiu encerrar a investigação sobre o transistor de silício. Como resultado do estilo de Shockley gestão abusiva, oito engenheiros deixaram a empresa para formar Fairchild Semiconductor, Shockley se refere a estes oito engenheiros como "Os Oito Traidores". Dois dos funcionários originais da Fairchild Semiconductor, Robert Noyce e Gordon Moore, iriam fundar a Intel.

### Os escritórios de advocacia
O aumento do Vale do Silício também foi reforçado pelo desenvolvimento de infra-estrutura legal adequada para apoiar a rápida formação, financiamento, expansão e de empresas de alta tecnologia, bem como o desenvolvimento de uma massa crítica dos litigantes e juízes com experiência em resolução de disputas entre tais empresas. A partir do início dos anos 1980, muitas empresas nacionais (e depois internacionais) da lei abriram escritórios em San Francisco e em Palo Alto, a fim de fornecer startups do Vale do Silício com serviços jurídicos. Além disso, a lei da Califórnia tem um número de truques que ajudam os empresários a estabelecer startups em detrimento de empresas estabelecidas, tais como a proibição quase absoluta de cláusulas de não concorrência nos contratos de trabalho.

### Empresas de capital de risco
Ao início dos anos 1970, havia muitas empresas de semicondutores na área, empresas de computadores que usam seus aparelhos e de programação e empresas de serviços que servem tanto. Espaço industrial era abundante e habitação ainda era barato. O crescimento foi impulsionado pelo surgimento da indústria de capital de risco na Sand Hill Road, começando com a Kleiner Perkins em 1972, a disponibilidade de capital de risco explodiu após o IPO 1 300 000 000 dólares sucesso da Apple Computer em dezembro de 1980.

### A ascensão de software
Apesar de semicondutores ainda são um componente importante da economia da região, o Vale do Silício tem sido o mais famoso nos últimos anos para inovações em software e serviços de Internet. Vale do Silício influenciou significativamente os sistemas operacionais, software e interfaces de usuário.
Usando o dinheiro da NASA e da Força Aérea dos EUA, Doug Engelbart inventou o mouse e as ferramentas de colaboração baseadas em hipertexto, em meados dos anos 1960, enquanto no Stanford Research Institute (SRI International agora). Quando Engelbart Centro de Investigação de aumento diminuiu em influência devido a conflitos pessoais e à perda de financiamento do governo, a Xerox contratou alguns dos melhores investigadores Engelbart. Por sua vez, na década de 1970 e 1980, Palo Alto da Xerox Research Center (PARC) desempenhou um papel fundamental na programação orientada a objetos, interfaces gráficas (GUIs), Ethernet, PostScript e impressoras a laser.
Enquanto Xerox comercializados os equipamentos que utilizam suas tecnologias, para a maior parte de suas tecnologias floresceu em outros lugares. A diáspora de invenções da Xerox levou diretamente para a 3Com e Adobe Systems, e indiretamente para a Cisco, a Apple Computer e Microsoft. Macintosh da Apple GUI foi em grande parte resultado da "visita ao PARC e da contratação posterior de chave personnel.Cisco 'Steve Jobs ímpeto s resultou da necessidade de encaminhar uma variedade de protocolos sobre campus de Stanford Ethernet.

### Bolha da Internet
O Vale do Silício é considerado o centro da bolha pontocom, que começou a partir de meados da década de 1990 e entrou em colapso após a bolsa eletrônica Nasdaq começou a diminuir drasticamente em abril de 2000. Durante a era da bolha, os preços dos imóveis atingiu níveis sem precedentes. Por um breve momento, Sand Hill Road foi imóvel comercial mais caro do mundo, e a expansão da economia resultou em um congestionamento de trânsito grave.
Mesmo após a queda das pontocom, o Vale do Silício continua a manter seu status como um dos maiores centros de pesquisa e desenvolvimento no mundo. Em 2006, o The Wall Street Journal descobriu que 12 das 20 cidades mais inovadoras da América estavam na Califórnia e que dez delas estavam no Vale do Silício. San Jose liderou a lista com 3.867 patentes de utilidade depositados em 2005, e número dois foi Sunnyvale, com 1 881 patentes de utilidade.

## Economia

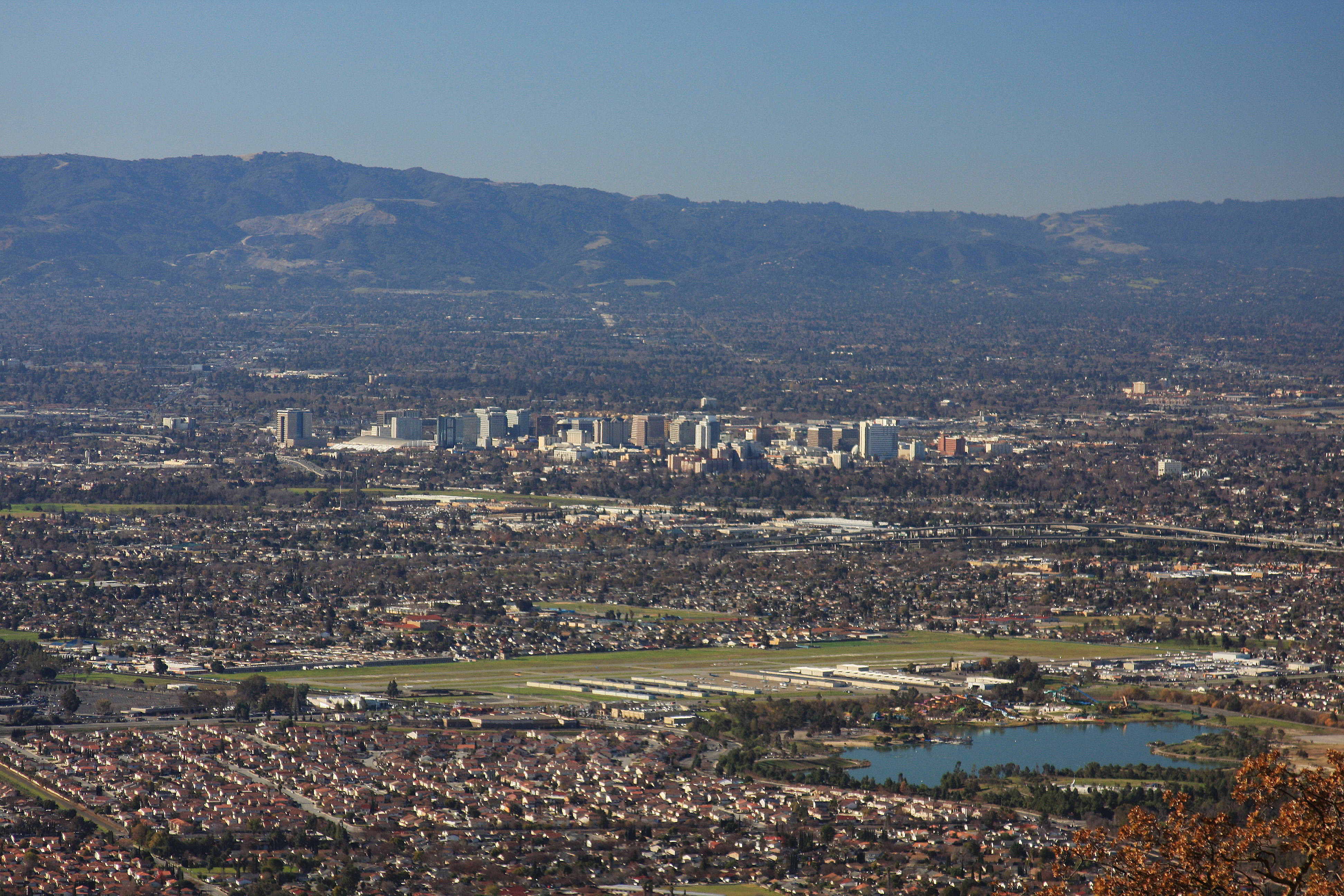
San Jose, autoproclamada Capital do Vale do Silício

De acordo com um estudo publicado em 2008 pela American Electronics Association (AeA), em 2006 o Vale do Silício era o terceiro maior centro de alta tecnologia nos Estados Unidos, atrás da região metropolitana de Nova York e da região metropolitana de Washington, DC, com 225 300 empregos de alta tecnologia.
A área da baía de São Francisco como um todo, no entanto, da qual o Vale do Silício faz parte, está em primeiro lugar, com 387 000 empregos de alta tecnologia. O Vale do Silício tem a maior concentração de trabalhadores de alta tecnologia do que qualquer outra área metropolitana do país, com 285,9 para cada 1 000 trabalhadores do setor privado. O vale também tem o maior salário para trabalhadores de alta tecnologia, com uma média de 144 800 dólares. Grande parte resultado do setor de alta tecnologia, a área estatística de San Jose-Sunnyvale-Santa Clara tem a maior taxa de milionários e bilionários per capita nos Estados Unidos.
A região é o maior centro de fabricação de alta tecnologia dos Estados Unidos. A taxa de desemprego da região foi de 9,4% em janeiro de 2009, contra 7,8% no mês anterior. O vale recebeu 41% de todo o investimento de risco dos Estados Unidos em 2011.

## Empresas
Milhares de empresas de alta tecnologia tem suas sedes no Vale do Silício. Entre elas, as seguintes estão na Fortune 1000:
- Adobe Systems
- Advanced Micro Devices (AMD)
- Agilent Technologies
- Apple Inc.
- Applied Materials
- Brocade Communications Systems
- Cadence Design Systems
- Cisco Systems
- eBay
- Facebook
- Google
- Pixar
- Hewlett-Packard
- Intel
- Intuit
- Juniper Networks
- KLA Tencor
- LSI Logic
- Marvell Semiconductors
- Maxim Integrated Products
- National Semiconductor
- NetApp
- Netflix
- Nvidia
- Oracle Corporation
- OpenAI
- Salesforce.com
- SanDisk
- Sanmina-SCI
- Symantec
- Western Digital Corporation
- Xilinx
- Yahoo!

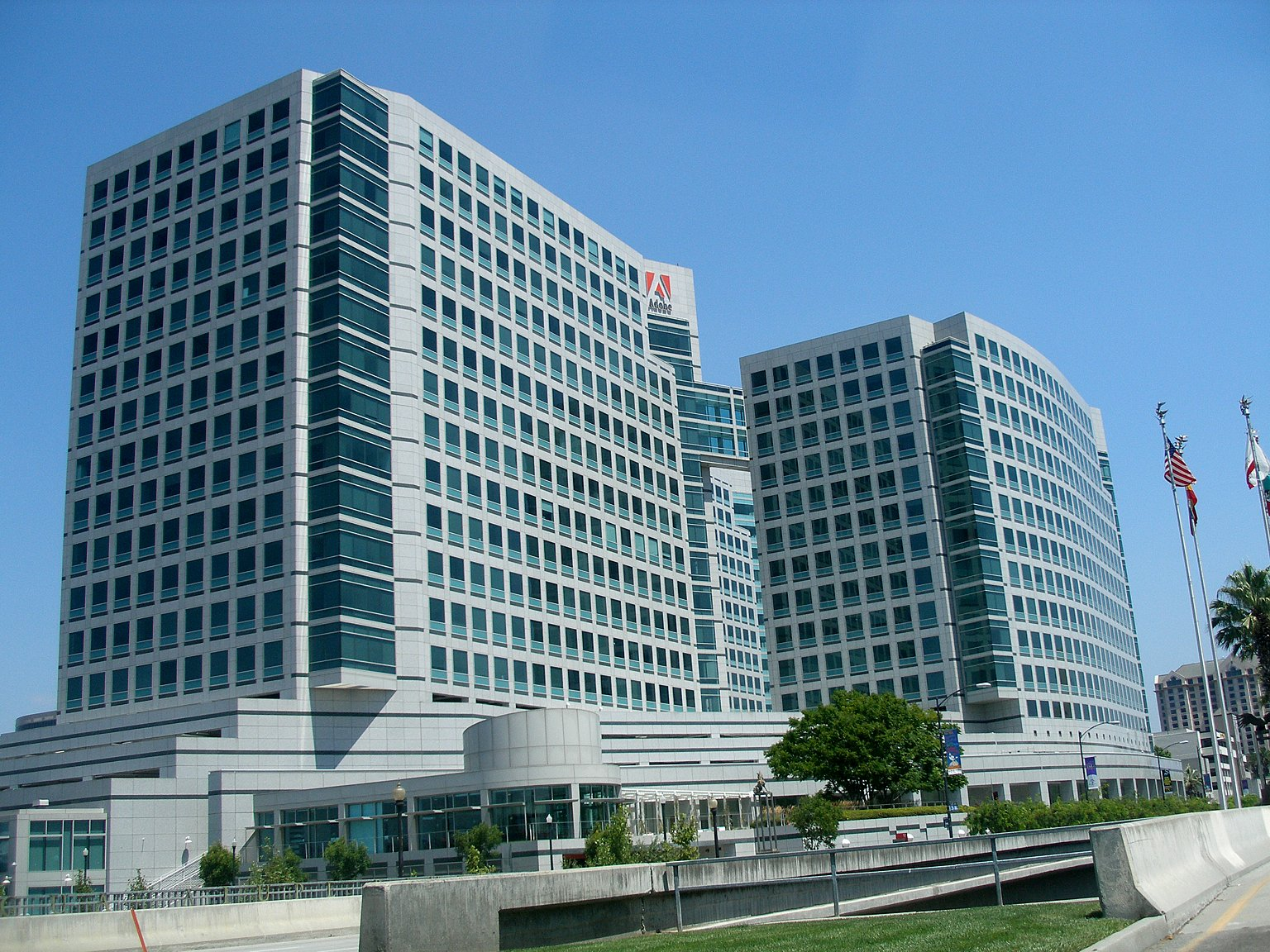
Adobe Systems

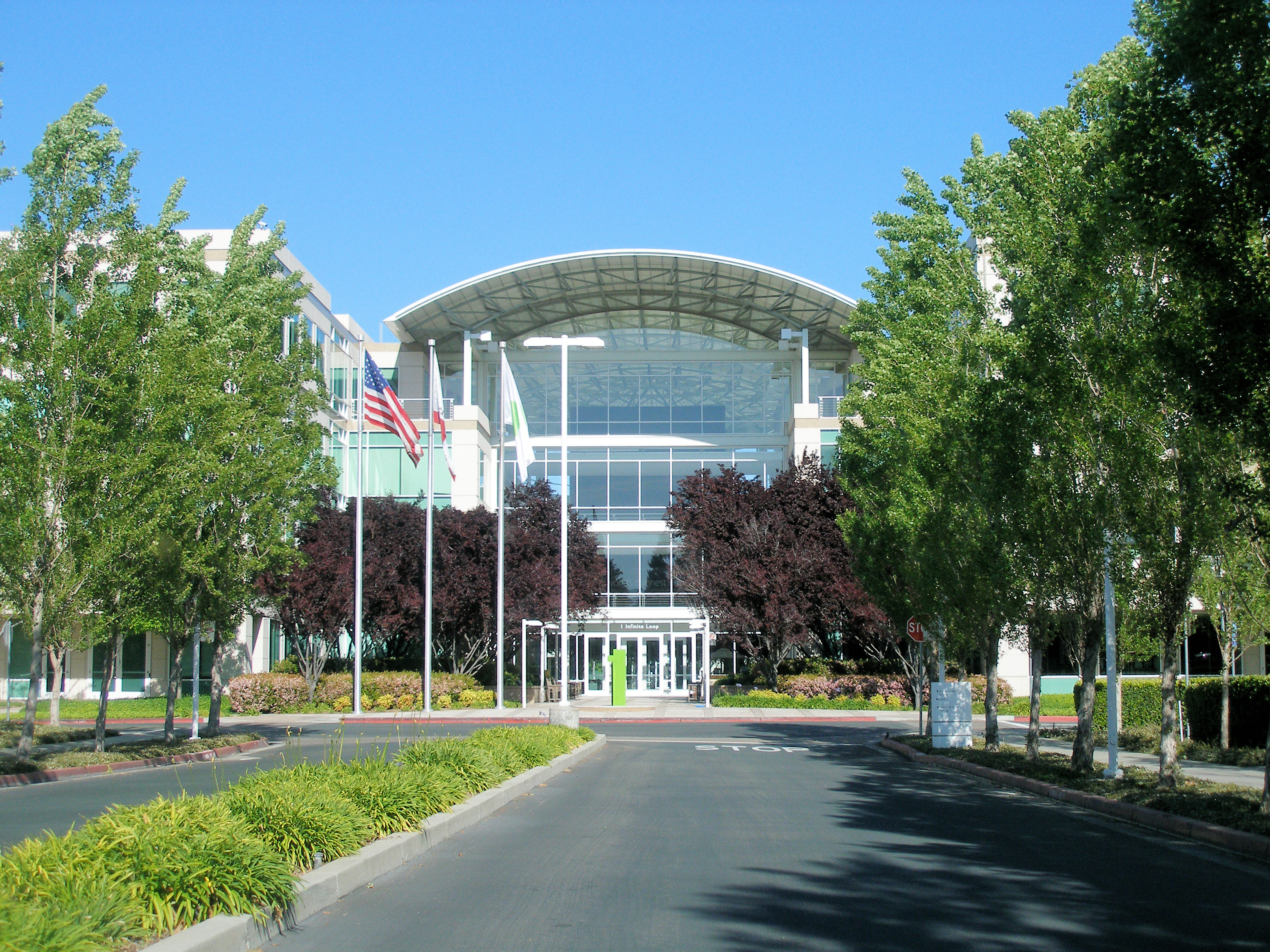
Apple Inc.

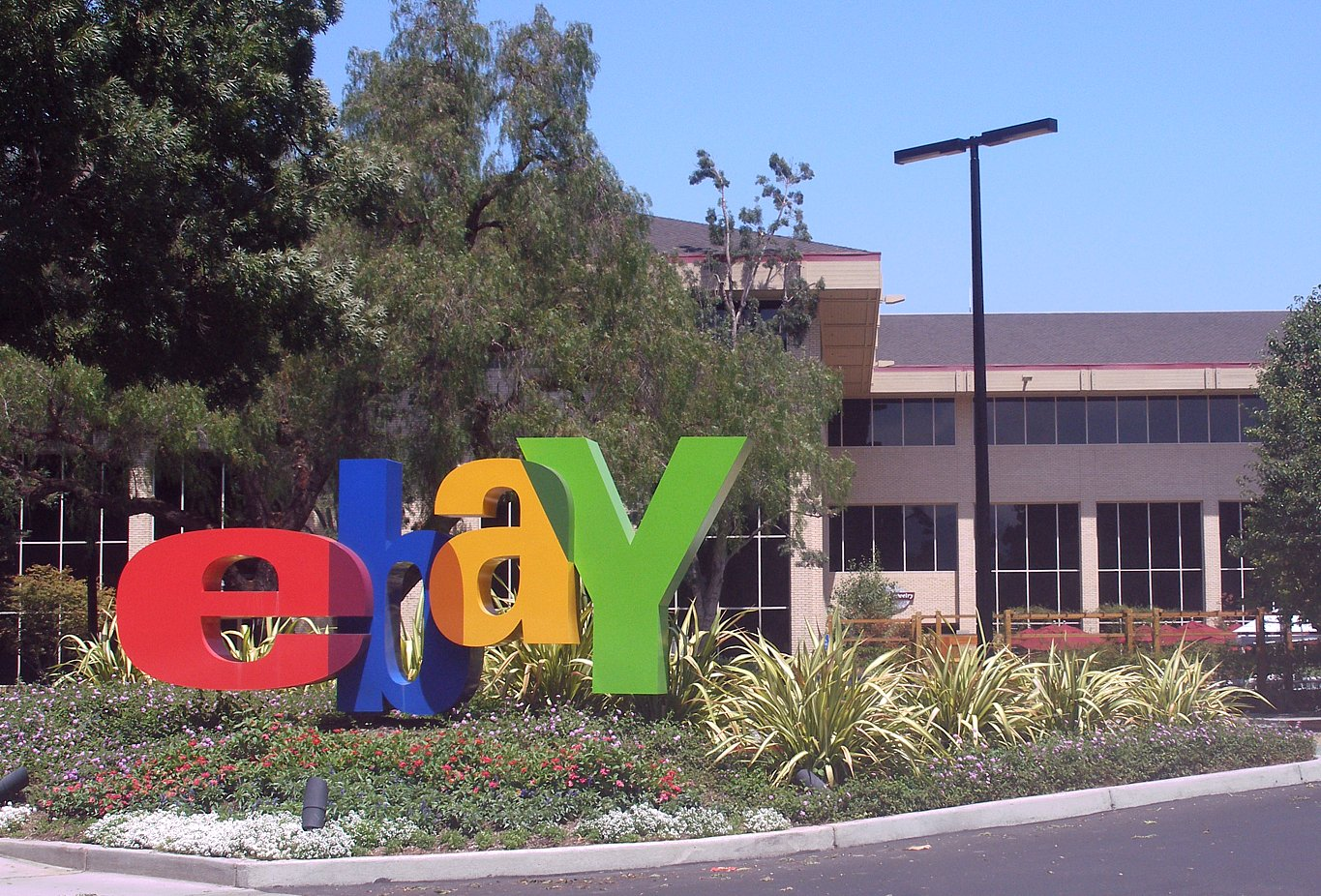
eBay

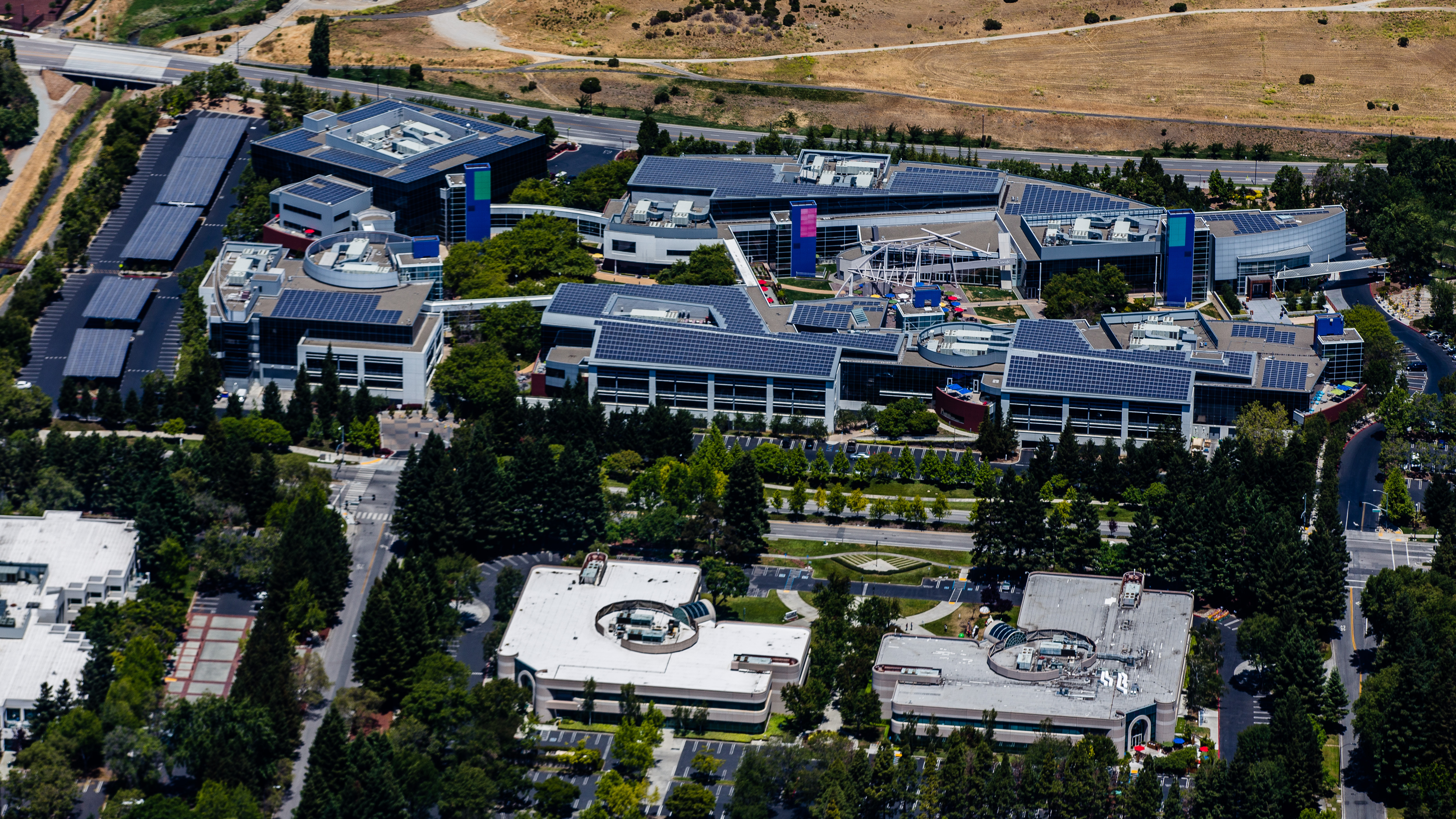
Google

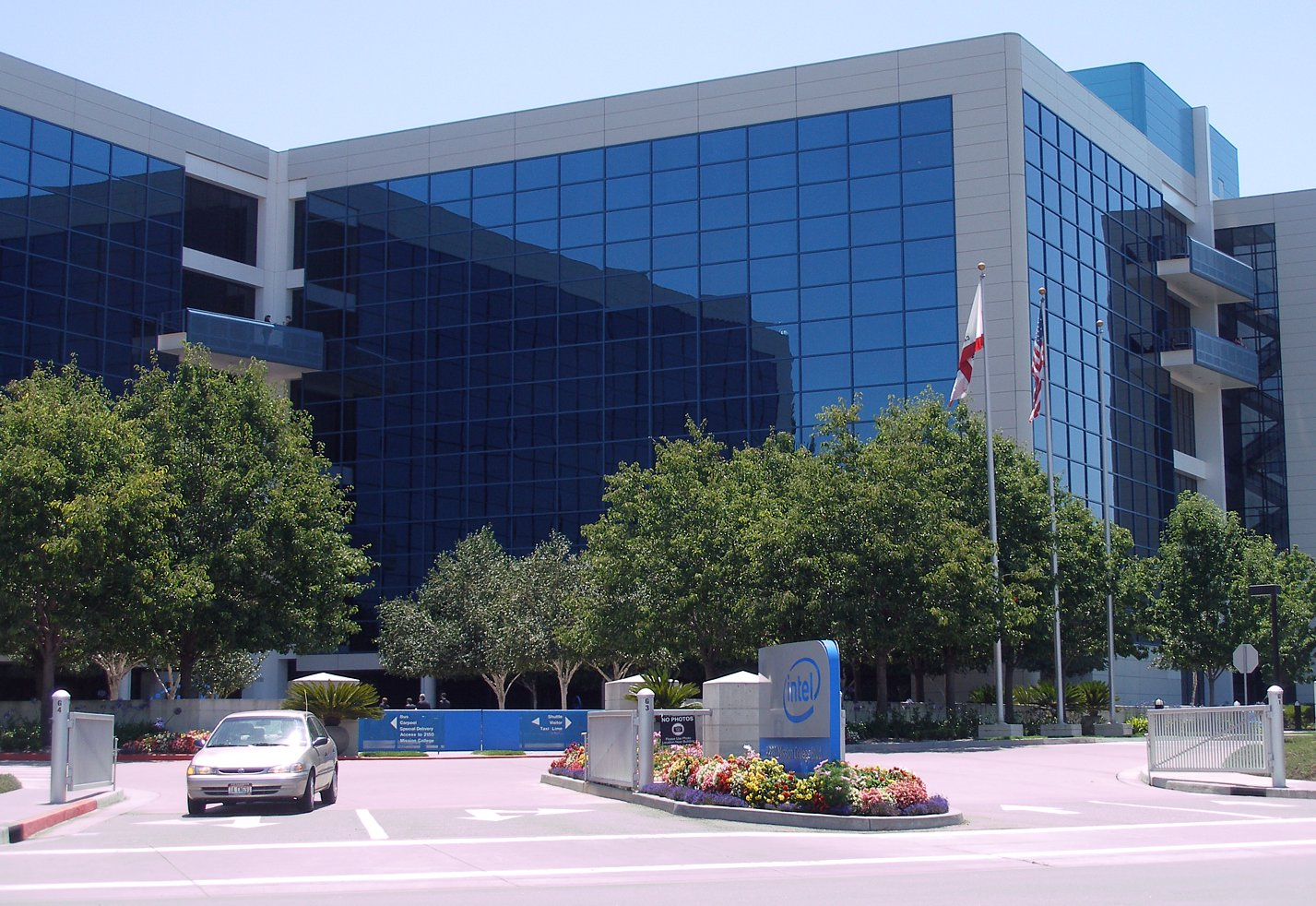
Intel

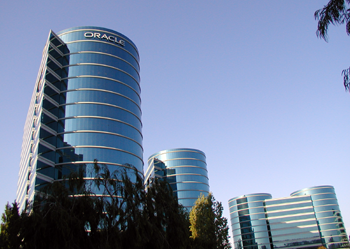
Oracle

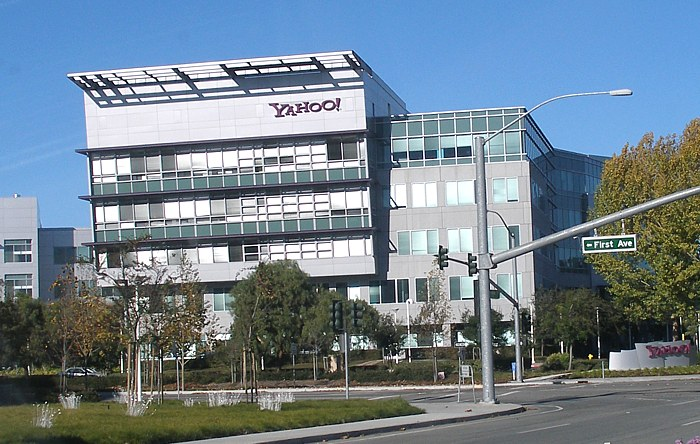
Yahoo!

Outras empresas que mantem suas sedes (ou que tem presença significativa) no Vale do Silício:
- 3Com (acquired by HP)
- Actel
- Actuate Corporation
- Adaptec
- Aeria Games and Entertainment
- Akamai Technologies (sede em Cambridge, Massachusetts)
- Altera
- Amazon.com's A9.com
- Amazon.com's Lab126.com
- Amdahl
- Aricent
- Asus
- Atari
- Atmel
- Broadcom
- BEA Systems (adquirida pela Oracle Corporation)
- Cypress Semiconductor
- Dell (sede em Round Rock, Texas)
- Electronic Arts
- EMC Corporation
- Extreme Networks
- E*TRADE
- Fairchild Semiconductor
- Foundry Networks
- Fujitsu
- Groupon
- Hitachi Data Systems
- Hitachi Global Storage Technologies
- IBM Almaden Research Center
- IDEO
- Informatica
- Intuitive Surgical
- LinkedIn
- Logitech
- Maxtor (adquirida pela Seagate)
- McAfee (adquirida pela Intel)
- Memorex (adquirida pela Imation e movida para Cerritos, California)
- Micron Technology
- Microsoft
- Mozilla Foundation
- Move, Inc.
- Nokia
- Nokia Solutions and Networks
- NXP Semiconductors
- Nook (subsidiária da Barnes & Noble)
- Olivetti
- Opera Software
- OPPO
- Palm, Inc. (adquirida pela HP)
- Panasonic
- PayPal (adquirida pelo eBay)
- Philips Lumileds Lighting Company
- Playdom
- PlayPhone
- Qualcomm, Inc.
- Quanta Computer
- Quantcast
- Quora
- Rambus
- RSA (adquirida pela EMC)
- Samsung Electronics
- SAP AG
- Siemens
- Sony
- Sony Ericsson
- SRI International
- Sun Microsystems (adquirida pela Oracle Corporation)
- SunPower
- Synopsys Inc.
- Tata Consultancy Services
- Tibco Software
- Tesla Motors
- TiVo
- Twitter
- VA Software (Slashdot)
- VeriSign
- Veritas Software (adquirida pela Symantec)
- VMware
- Vocera
- WebEx (adquirida pela Cisco Systems)
- Wikia
- YouTube (adquirida pela Google)
- Yelp, Inc.

## Cidades
O número de cidades onde está localizado o Vale do Silício (por ordem alfabética):
- Campbell
- Cupertino
- Fremont
- Los Altos
- Los Gatos
- Menlo Park
- Mountain View
- Milpitas
- Newark
- Palo Alto
- Redwood City
- San Jose
- Santa Clara
- Saratoga
- Sunnyvale
- Union City

## Universidades

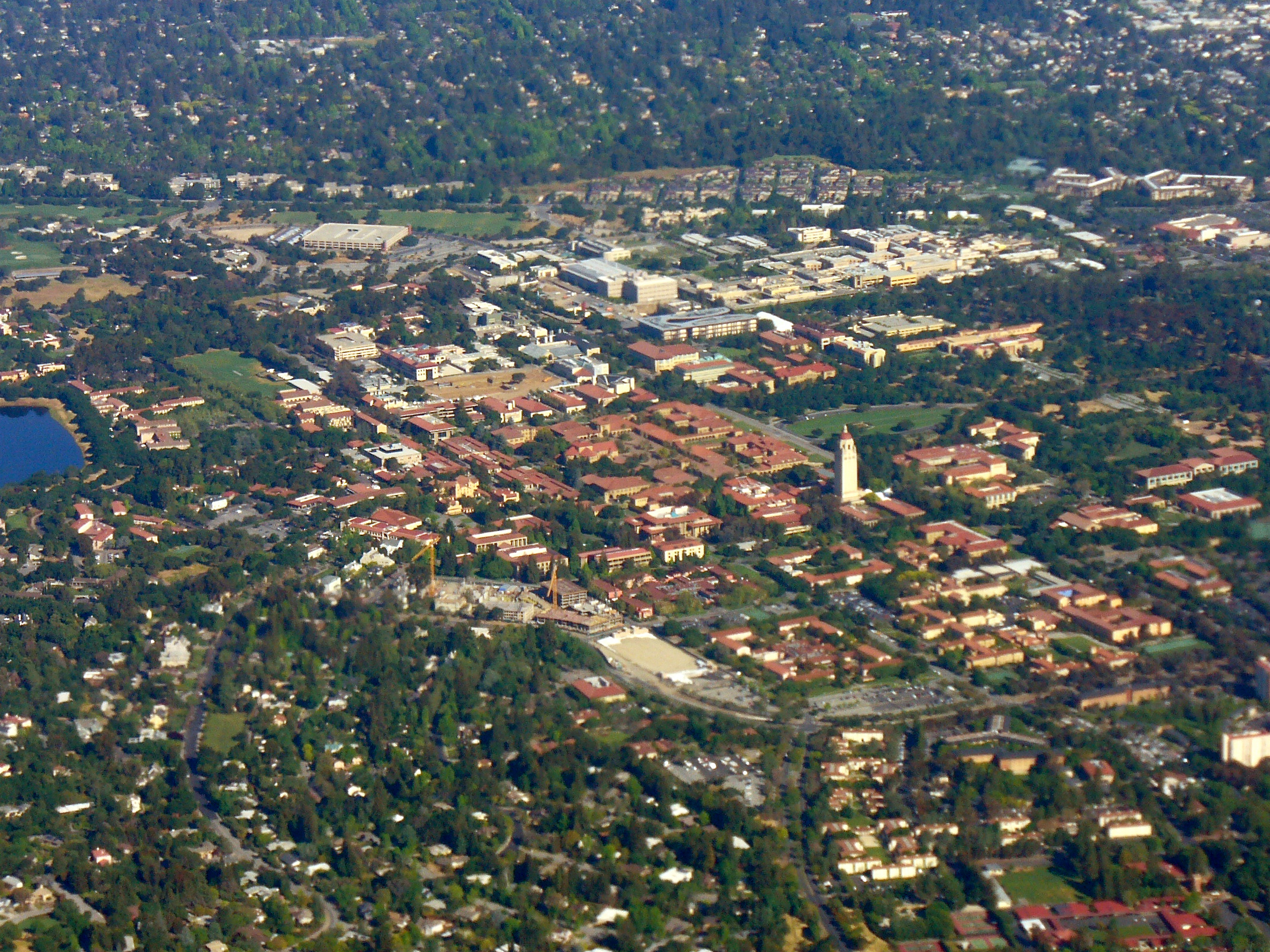
Vista aérea do campus principal da Universidade de Stanford

- Carnegie Mellon University (West)| Carnegie Mellon University (West Coast Campus)
- Universidade Estadual de San Jose
- Universidade de Santa Clara
- Universidade de Stanford

As seguintes universidade não ficam localizadas no Vale do Silício, mas como fonte de pesquisa, é bom sabermos.
- California State University, East Bay
- Universidade da Califórnia, Davis
- Universidade da Califórnia, Berkeley
- Universidade da Califórnia, Santa Cruz

### Bibliográficas
- Behind the Silicon Curtain: The Seductions of Work in a Lonely Era, Dennis Hayes, London: Free Association Books 1989
- «Silicon Valley, Inc.: Ruminations on the Demise of a Unique Culture». , The San Jose Mercury News 1997
- Cultures@Silicon Valley, J. A. English-Lueck, Stanford: Stanford University Press 2002
- The Silicon Valley of Dreams: Environmental Injustice, Immigrant Workers, and the High-Tech Global Economy, David Naguib Pellow and Lisa Sun-Hee Park, New York University Press 2003
- What the Dormouse Said: How the Sixties Counterculture Shaped the Personal Computer Industry, John Markoff, Viking 2005
- Silicon Follies: A Dot.Comedy, Thomas Scoville, Pocket Books 2000
- The Silicon Boys: And Their Valleys Of Dreams, David A. Kaplan, Harper Perinneal (April, 2000), ISBN 0-688-17906-1